# میلتون کروز
میلتون کروز (به پرتغالی: Milton da Cruz) مهاجم اهل برزیل است که در شهر برزیل و در تاریخ ۱ اوت ۱۹۵۷ به دنیا آمده‌است.
میلتون کروز در تیم‌های فوتبال سائوپائولو، Tecos ، توکیو وردی، کاشیما آنتلرز سابقهٔ حضور دارد.